# Contea di Baicheng
La contea di Baicheng (拜城县S, Bàichéng XiànP) è una contea della Cina, situata nella regione autonoma di Xinjiang e amministrata dalla prefettura di Aksu.